# (9793) Торвальдс
(9793) Торвальдс (лат. Torvalds) — типичный астероид главного пояса, который был открыт 16 января 1996 года в рамках проекта университета Аризоны по изучению комет и астероидов Spacewatch в обсерватории Китт-Пик и назван в честь программиста Линуса Торвальдса, известного разработкой ядра Linux.

Орбита астероида Торвальдс и его положение в Солнечной системе